# Uromastyx geyri
Uromastyx geyri là một loài thằn lằn trong họ Agamidae. Loài này được Müller mô tả khoa học đầu tiên năm 1922.

## Hình ảnh

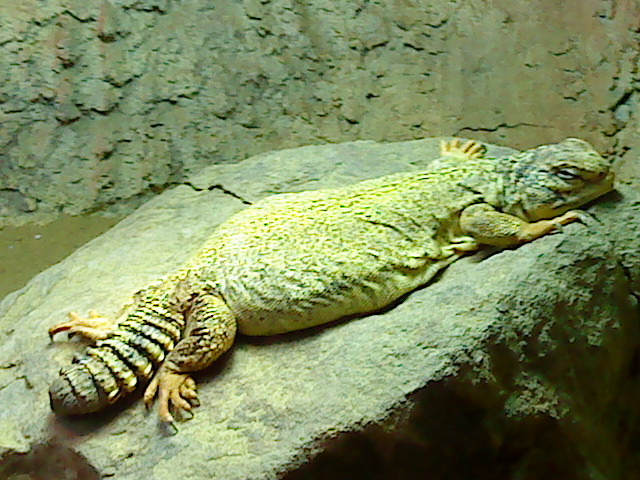